# Landesanstalt für Pflanzenbau Forchheim

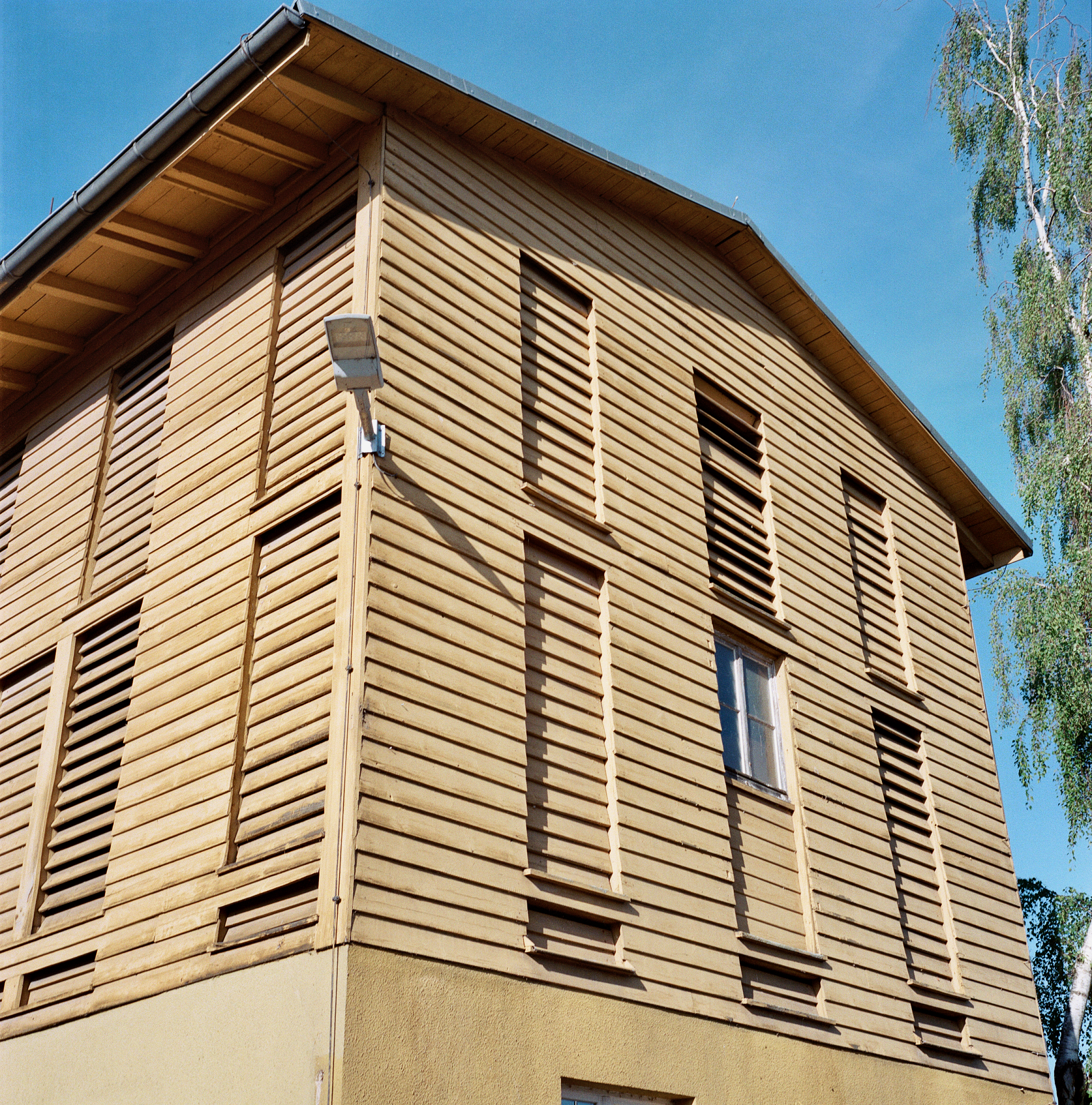

Die Landesanstalt für Pflanzenbau Forchheim (LAP) in Forchheim (Rheinstetten) war ab 1927 in Forschungsfragen des deutschen Tabakanbaus und dessen Verarbeitung tätig. Von 1954 bis 1970 trug das Institut den Namen Bundesanstalt für Tabakforschung, danach Landesanstalt für Tabakbau und Tabakforschung. 1996 umbenannt in LAP wurden weiterhin Forschungen im Bereich des Pflanzenbaus und speziell zu nachwachsenden Rohstoffen durchgeführt. An der LAP entstanden zahlreiche Arbeiten zu exotischen und speziellen Kulturen, insbesondere auch zu Topinambur.
Die LAP wurde am 31. Dezember 2006 aufgelöst und mit der Landesanstalt für Pflanzenschutz Stuttgart (LfP) sowie der Landwirtschaftlichen Untersuchungs- und Forschungsanstalt Augustenberg (LUFA) zu einer neuen Institution, dem Landwirtschaftlichen Technologiezentrum Augustenberg (LTZ) zusammengeführt.

## Geschichte
Gegründet wurde das Institut am 1. April 1927 unter dem Namen Tabakforschungsinstitut, als Leiter wurde Paul Koenig benannt. Es folgte eine wechselhafte Geschichte mit unterschiedlichen Namen, Aufgaben und Besitzern:
- 1936 – Wechsel zum Deutschen Reich, das Institut erhält den Namen Reichsanstalt für Tabakforschung
- 1945 – Eingliederung unter dem Namen Tabakforschungsinstitut in den Bezirk Nordbaden
- 1953 – Wechsel zum Bund, Umbenennung in Bundesanstalt für Tabakforschung
- 1970 – Wechsel zum Land Baden-Württemberg (unter Beteiligung von Rheinland-Pfalz), der Name ändert sich zu Landesanstalt für Tabakbau und Tabakforschung
- 1972 – Übernahme von Aufgaben im Bereich des allgemeinen Pflanzenbaus
- 1979 – Eingliederung des Saatbauamtes Donaueschingen (Untersuchungen und Forschung im Bereich Kartoffeln), Umbenennung zur Landesanstalt für Pflanzenbau und Tabakforschung
- 1985 – Umbenennung in Landesanstalt für Pflanzenbau (LAP)
- 1992 – Organisatorische Angliederung des aber fachlich unabhängigen Institutes für umweltgerechte Landbewirtschaftung Müllheim (IfuL). Nach Auflösung des Tabakforschungsinstitutes Dresden ist die LAP nun die einzige staatliche Stelle in Deutschland, die sich noch mit dem Bereich Tabak beschäftigt.
- 2006 – Auflösung der LAP, die Nachfolgeinstitution aus mehreren ehemaligen Landesanstalten ist das Landwirtschaftliche Technologiezentrum Augustenberg, die ehemalige LAP besteht zum großen Teil als Außenstelle Rheinstetten-Forchheim weiter.

## Aufgabenbereiche
Tabak und Tabakforschung waren die Ursprünge des Institutes. Wie man sehr gut an der geschichtlichen Entwicklung sehen kann, verlagerte sich der Aufgabenschwerpunkt ab 1972 jedoch stetig weiter in Richtung des allgemeinen Pflanzenbaus, während die Bedeutung der Tabakforschung stark abnahm. Ab 1985 ist dann Tabak auch gänzlich aus dem Namen der Landesanstalt verschwunden. Nach der Gründung des LTZ Augustenberg wurde die Tabakforschung beendet.
Zentrale Bedeutung haben Anbaufragen in vielen landwirtschaftlich genutzten Kulturarten gewonnen, wobei aber auch immer wieder ungewöhnliche Kulturen und exotische Nutzpflanzen auf ihre Eignung zum Anbau untersucht wurden.
Ein bis in die Gegenwart aktuelles Thema ist der Anbau von sogenannten nachwachsenden Rohstoffen zur Energie- oder Rohstoffgewinnung, mit welchem sich die LAP seit ungefähr 1989 befasst ist. Im Rahmen der allgemeinen Verteuerung fossiler Brennstoffe und der großen Bedeutung von Themen wie Kohlendioxid-Emission und Klimaveränderung ist dies ein auch für die Zukunft ein wichtiger Bereich der Forschung.